# Mihajlo Mitić (Handballspieler)
Mihajlo Mitić (serbisch-kyrillisch Михајло Митић; * 3. Februar 1997 in Novi Sad, BR Jugoslawien) ist ein serbischer Handballspieler.

## Karriere

### Verein
Der 1,97 m große rechte Rückraumspieler spielte in Serbien für den RK Železničar 1949. Im Sommer 2016 wechselte der Linkshänder zum tschechischen Verein SSK Talent Pilsen. Nach einer Saison beim nordmazedonischen Erstligisten RK Pelister Bitola wechselte er nach Spanien zu Frigoríficos del Morrazo. Nach zwei Jahren unterschrieb er beim Ligakonkurrenten Ángel Ximénez P. Genil. In der Saison 2022/23 lief er ebenfalls in der Liga Asobal für Bidasoa Irun auf. Seit 2023 spielt er für den rumänischen Verein HC Buzău.

### Nationalmannschaft
Mit der serbischen A-Nationalmannschaft belegte Mihajlo Mitić den 14. Platz bei der Europameisterschaft 2022. Dabei blieb er in seinem Länderspieldebüt am 13. Januar 2022 gegen die Ukraine ohne Torerfolg.